# José Borello
José Borello (Bahía Blanca, Buenos Aires, Argentina, 24 de noviembre de 1929-14 de octubre de 2013), más conocido por su apodo «Pepino», fue un futbolista argentino que se desempañaba en la posición de centrodelantero. 
Sus principales características fueron su cabezazo y la fuerza de sus pelotazos, que a menudo eran comparados con los de Mario Boyé, esas virtudes, más la ayuda de su equipo lograron que el conjunto de la ribera lograra el Campeonato de Primera de 1954, luego de 10 años y 4 subcampeonatos, 3 de estos en forma consecutiva: 1945,1946 y 1947. El equipo por aquel entonces era dirigido por Ernesto Lazzatti otro ídolo «xeneize».
Continuó su carrera en Club Atlético Lanús, Ñublense, para finalmente retirarse de la actividad deportiva en Universidad Técnica de Chile.

## Trayectoria

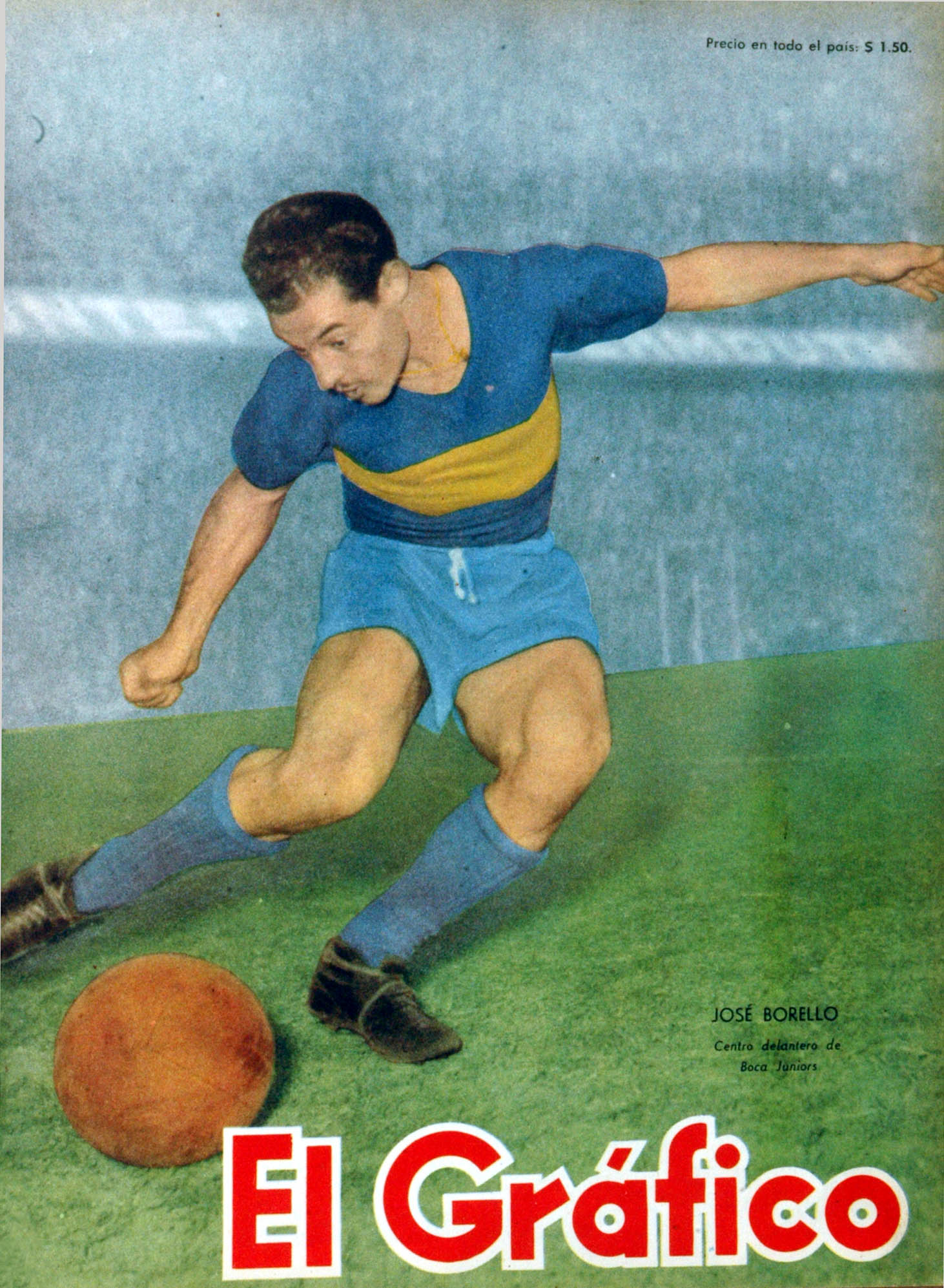
José Borello (Boca) en 1954.

"Pepino" se formó en las divisiones inferiores de Olimpo, donde llegó a la Sexta División del club por gestiones del entonces dirigente Luis De Paulis. Al poco tiempo ya estaba debutando en Primera.
Borello jugó en Olimpo entre 1943 y 1951, donde acumuló 90 goles en 121 partidos y fue protagonista del bicampeonato de la Liga del Sur en 1949 y 1950. Tres veces marcó cuarto goles en un mismo partido: frente a Estudiantes de Bahía Blanca (1948), Bella Vista (1950) y Tiro Federal (1950). Además, en el seleccionado de la Liga del Sur disputó 9 cotejos entre 1948 y 1951, anotando 19 goles, donde tiene un récord difícil de igualar: convirtió nueve tantos en un partido ante un combinado de Puán en el que los bahienses se impusieron 16-1.
En 1949 pasó fugazmente a préstamo a Estudiantes de La Plata.
Luego de su paso por el "Aurinegro",
llegó a Boca Juniors en 1951, donde hace su estreno a nivel nacional. Era capaz de abrirse en una defensa sólida y de meterla desde cualquier distancia. Su estilo era simple: esperar el pase de los jugadores por los lados y apuntar el tiro hacia la portería.
En ese sentido, los que mejor le entendieron fueron Rosello y Juan José Pizzuti. En el campeonato de 1954 jugaba con Navarro y Marcarián por las puntas y Baiocco y Rosello como entrealas. De entrada, el titular era Rubén Fernández pero como no la metía le dieron el 9 a Borello. Además de campeón fue el goleador del certamen, donde marco 19 tantos en 24 juegos. Con 78 goles en 152 partidos se transformó en una pieza clave de Boca Juniors en la década del 50′.
En 1953 pasó a Chacarita Juniors. Una serie de lesiones le hicieron costar afirmarse. En 1959 se fue a Club Atlético Lanús y de ahí a Chile para jugar en Magallanes, Universidad Técnica y Ñublense.
En total, durante su extensa carrera, anotó 191 tantos en 290 encuentros.
Falleció de un paro cardíaco el 14 de octubre de 2013, a los 83 años.
Su hijo, Carlos Borrello, es el actual director técnico de la Selección femenina de fútbol de Argentina.

### Selección nacional
Con la Selección Argentina fue campeón de la Copa América 1955 disputada en Chile. Ese certamen, Borello marcó tres goles en las victorias del seleccionado albiceleste frente a Ecuador por 4-0, a Paraguay por 5-3 y a Uruguay por 6-1.

## Clubes
| Club                    | País      | Año             |
| ----------------------- | --------- | --------------- |
| Olimpo                  | Argentina | 1949            |
| Estudiantes de La Plata | Argentina | 1949 (préstamo) |
| Olimpo                  | Argentina | 1950-1951       |
| Boca Juniors            | Argentina | 1951-1952       |
| Chacarita               | Argentina | 1953            |
| Boca Juniors            | Argentina | 1954-1958       |
| Lanús                   | Argentina | 1959-1960       |
| Magallanes              | Chile     | 1960            |
| Ñublense                | Chile     | 1961            |
| Universidad Técnica     | Chile     | 1962-1963       |

## Palmarés

### Campeonatos regionales
| Título       | Club   | País      | Año  |
| ------------ | ------ | --------- | ---- |
| Liga del Sur | Olimpo | Argentina | 1949 |
| Liga del Sur | Olimpo | Argentina | 1950 |

### Campeonatos nacionales
| Título           | Club         | País      | Año  |
| ---------------- | ------------ | --------- | ---- |
| Primera División | Boca Juniors | Argentina | 1954 |

### Campeonatos internacionales
| Título       | Club (*)            | Sede Final | Año  |
| ------------ | ------------------- | ---------- | ---- |
| Copa América | Selección Argentina | Chile      | 1955 |

(*) Incluyendo a la selección.

## Distinciones individuales
| Distinción                                          | Año  |
| --------------------------------------------------- | ---- |
| Máximo goleador de la Primera División de Argentina | 1954 |
| Máximo goleador de la Primera B de Chile            | 1961 |